# Schinznach
Schinznach (toponimo tedesco) è un comune svizzero di 2221 abitanti del Canton Argovia, nel distretto di Brugg.

## Storia
Il comune di Schinznach è stato istituito il 1° gennaio 2014 con la fusione dei comuni soppressi di Oberflachs e Schinznach-Dorf.

## Geografia antropica

### Frazioni
- Oberflachs[3]
- Schinznach-Dorf[4]
  - Wallbach
  - Wisstrotte

## Infrastrutture e trasporti

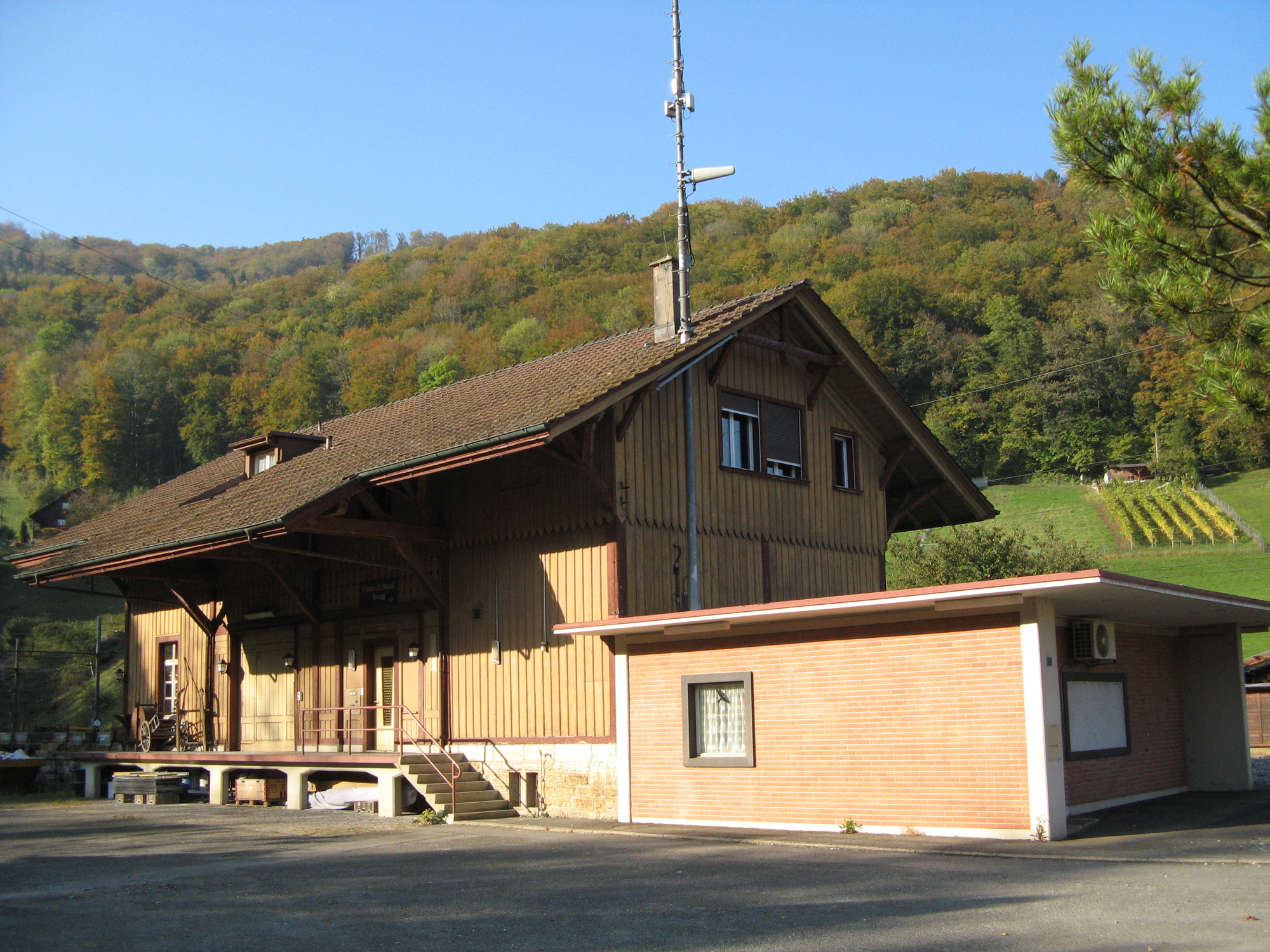
La stazione di Schinznach-Dorf

Schinznach è servito dalla stazione di Schinznach-Dorf sulla Bözbergbahn.